# Jorge Edwards
Jorge Edwards Valdés (Santiago del Cile, 29 giugno 1931 – Madrid, 17 marzo 2023) è stato uno scrittore, critico letterario, giornalista e diplomatico cileno che dal 2010 aveva anche la nazionalità spagnola.
Membro a pieno titolo dell'Accademia Cilena della Lingua, ha ricevuto numerosi premi, tra cui il Premio Nazionale di Letteratura del Cile nel 1994 e il Premio Miguel de Cervantes nel 1999.
Edwards collaborava regolarmente con diversi giornali in Cile (la sua rubrica di opinione appariva ogni venerdì su La Segunda), Argentina (La Nación), Spagna (El País), Francia (Le Monde) e Italia (Corriere della Sera).
Figlio di Sergio Edwards Irarrázabal e Carmen Valdés Lira, era il più giovane dei fratelli Edwards Valdés, una famiglia composta da Carmen, Laura, Angélica, Luis Germán e lui stesso. Era un discendente diretto di José Miguel Carrera, per parte materna.
È stato educato dai gesuiti al Colegio San Ignacio, dove è stato allievo di padre Alberto Hurtado, santo cileno canonizzato nel 2005. Sulla rivista della scuola pubblicò i suoi primi scritti e fu in quegli anni che si cimentò anche nella poesia.
Studiò Diritto presso l'Università del Cile, dove entrò nel 1950. Due anni dopo venne pubblicato il suo primo libro, una raccolta di racconti intitolata El patio.
Era sposato con Pilar Fernández de Castro Vergara, la coppia ebbe due figli: Ximena e Jorge.

## Vita pubblica
Nel 1954 iniziò la carriera diplomatica e, dopo aver conseguito una specializzazione in Scienze Politiche presso l'Università di Princeton, negli Stati Uniti d'America (1959), ottenne la sua prima nomina nel 1962 come segretario dell'ambasciata cilena a Parigi. In quell'anno vinse il Premio Municipale di Letteratura di Santiago nella categoria racconti con Gente de ciudad.
Al ritorno dalla Francia, dove rimase fino al 1967, il Ministero degli Affari Esteri lo nominò capo del dipartimento per l'Europa dell'Est.

Durante la sua prima missione diplomatica nella capitale francese stringe amicizia, tra gli altri, con Mario Vargas Llosa, Gabriel García Márquez e Julio Cortázar. Il suo nome è quindi associato al cosiddetto boom latinoamericano. Dopo la pubblicazione di Persona Non Grata, i suoi rapporti con molti di questi scrittori si allontanarono, ad esempio con Julio Cortázar, che disse "che Jorge Edwards è mio amico, ma non voglio vederlo".

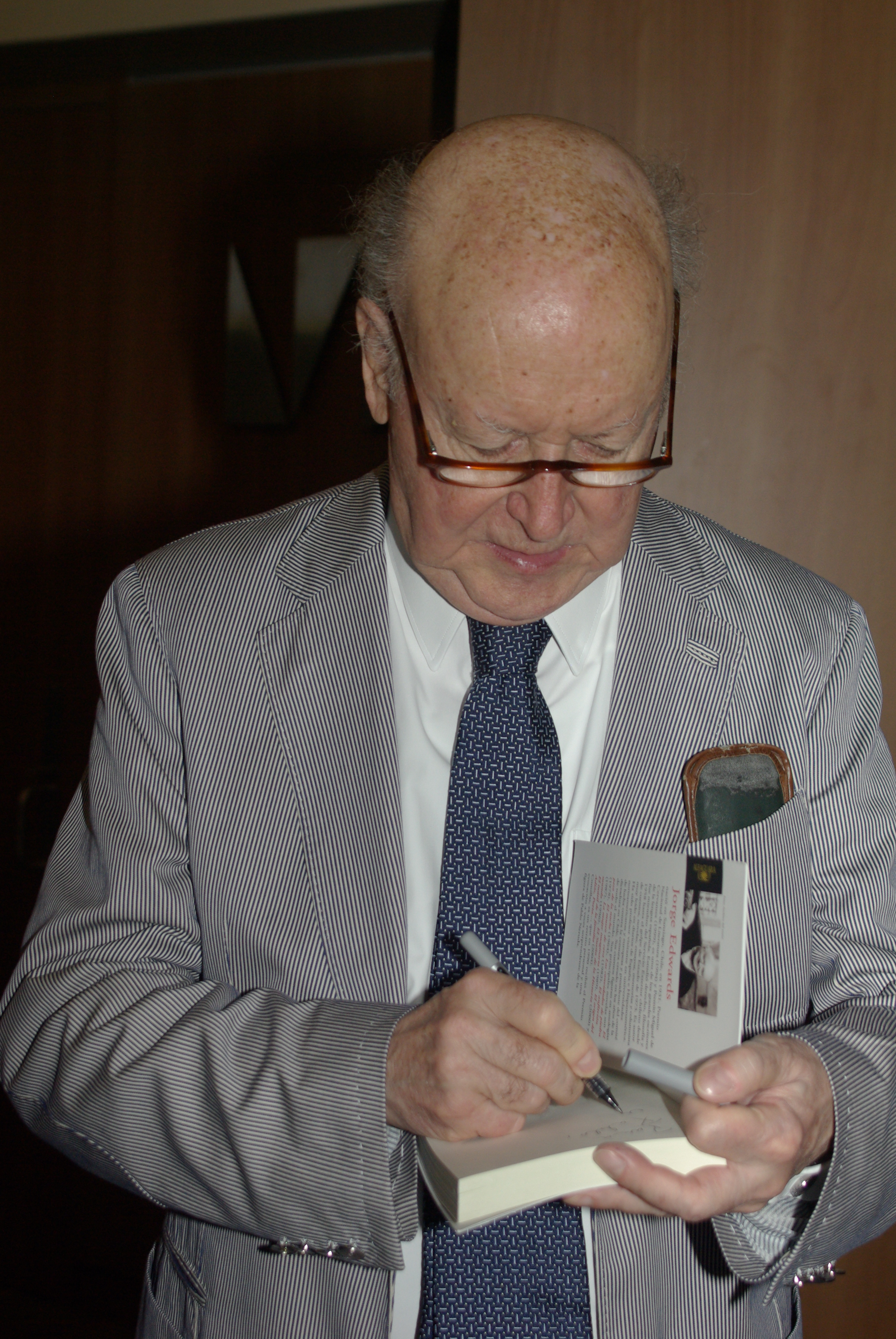
Edwards firma un autografo nel 2013.

Nel 1971 il governo di Salvador Allende lo nominò incaricato d'affari presso l'ambasciata cilena nella Cuba di Fidel Castro. Il frutto di queste esperienze sarà il suo lavoro Persona Non Grata (1973), in cui critica la società cubana. Il libro, che avrebbe ottenuto il raro merito di essere bandito sia dal governo cubano che da quello cileno, gli valse l'inimicizia delle forze politiche di sinistra e suscitò grandi polemiche tra gli scrittori latinoamericani.
Al suo ritorno da Cuba, Edwards fu nuovamente inviato come segretario d'ambasciata a Parigi, dove avrebbe riferito a Pablo Neruda. Dopo il Colpo di Stato in Cile del 1973 guidato da Augusto Pinochet, Edwards fu costretto ad abbandonare la carriera diplomatica. Andò in esilio a Barcellona, dove lavorò presso la casa editrice Seix Barral, dedicandosi alla letteratura e al giornalismo.
Edwards ritornò nel 1978 a Santiago del Cile, dove fu uno dei fondatori e, più tardi, presidente del Comitato per la Difesa della Libertà di Espressione. Nel 1988 è stato uno dei fondatori del movimento politico Indipendenti per il Consenso Democratico. Una volta ripristinata la democrazia, il presidente Eduardo Frei Ruiz-Tagle lo nominò ambasciatore presso l'UNESCO (1994-1996).
Nel 2010 è stato nominato ambasciatore a Parigi dal nuovo governo di Sebastián Piñera, un politico che Edwards aveva pubblicamente sostenuto durante la campagna elettorale, nonostante l'altro candidato fosse Eduardo Frei Ruiz-Tagle. Nello stesso anno gli fu concessa la nazionalità spagnola per lettera naturale.
Nel novembre 2012, ha rivelato che all'età di undici anni ha subito abusi sessuali da parte di un prete di nome Cádiz, quando studiava alla scuola San Ignacio.
All'inizio di ottobre 2018, in un incontro con personaggi come Felipe Kast e Hernán Larraín Matte, ha firmato la sua adesione al partito Evolución Política.

## Tema letterario
Il tema di Edwards rappresenta un allontanamento dalla consueta letteratura cilena, poiché ignora il tema rurale e si concentra sugli ambienti urbani e mesocratici del paese. In Cile è classificato nella Generazione Letteraria del 1950.
Ha pubblicato una dozzina di romanzi in cui ha affrontato il declino di una famiglia borghese (El peso de la noche), il Cile del colpo di stato del 1973 (Los convidados de piedra), temi legati all'arte (La mujer imaginaria) e molti altri. In diversi libri si è ispirato a persone reali: Enrique Lihn (La casa de Dostoievsky), Joaquín Toesca (El sueño de la historia), Pablo Neruda (Oh, maligna), María Edwards McClure (La última hermana) o Michel de Montaigne (La muerte de Montaigne). Si è cimentato in tutti i generi, ad eccezione del teatro: poesia nella prima giovinezza, narrativa poi (oltre ai romanzi, ha diversi libri di racconti), cronache, saggi e memorie.

## Opere

### Romanzi
- El peso de la noche, 1965
- Los convidados de piedra, 1978
- El museo de cera, 1981
- La mujer imaginaria, 1985
- El anfitrión, 1987
- L'origine del mondo (El origen del mundo, 1996)
- El sueño de la historia, 2000
- El inútil de la familia, 2004
- La casa de Dostoievsky, 2008
- La muerte de Montaigne, 2011
- El descubrimiento de la pintura, 2013
- La última hermana, 2016
- Oh, maligna, 2019

### Racconti

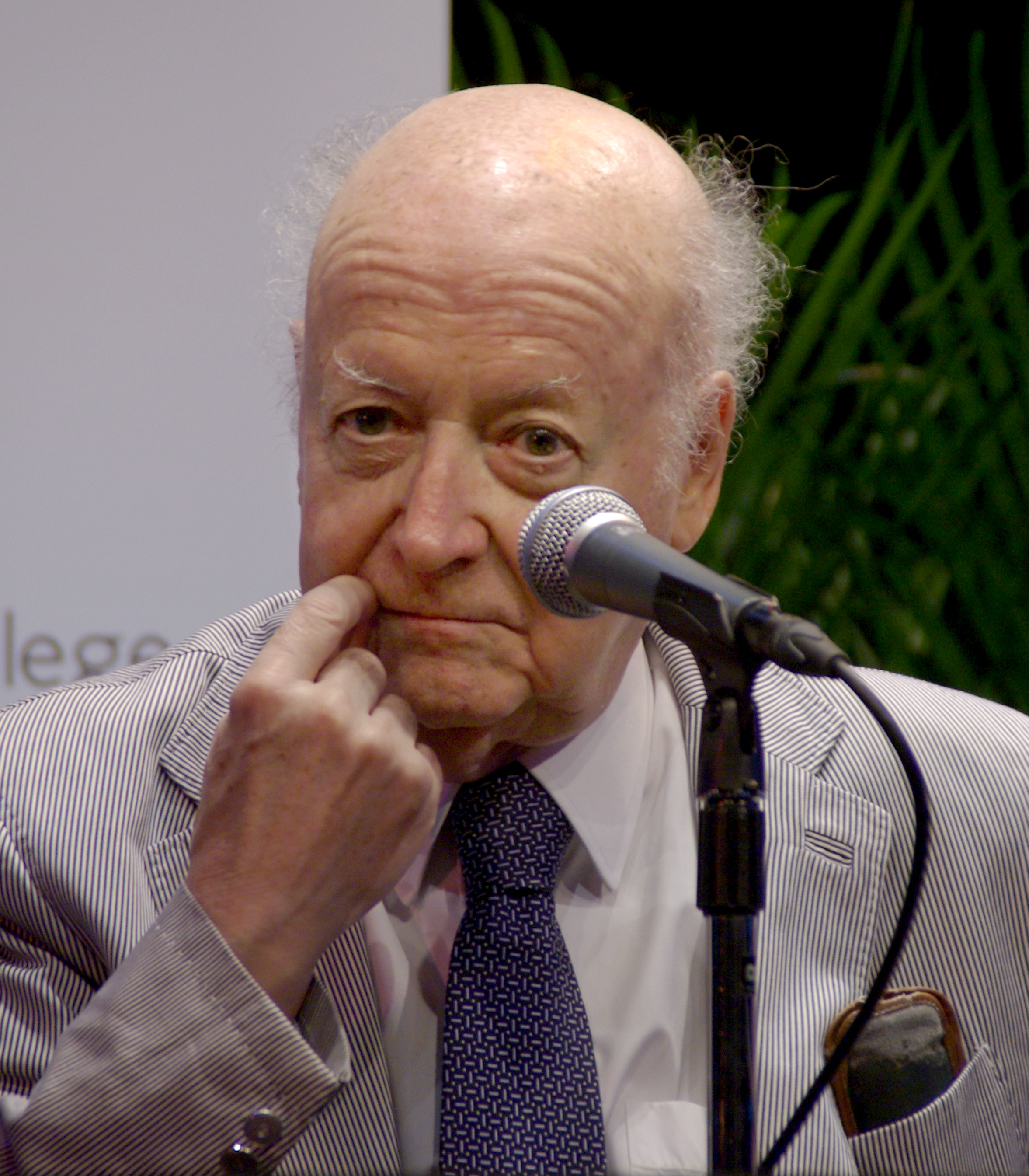
Edwards alla Fiera Internazionale del Libro di Miami nel 2013

- El patio, 1952; contiene otto racconti:
  - «El regalo»; «Una nueva experiencia»; «El señor»; «La virgen de cera»; «Los pescados»; «La salida»; «La señora Rosa»; «La desgracia»
- Gente de la ciudad, 1961; contiene otto racconti:
  - «El funcionario»; «El cielo de los domingos»; «Rosaura»; «A la deriva»; «El fin del verano»; «Fatiga»; «Apunte»; «El último día»
- Las máscaras, 1967; contiene otto racconti:
  - «Después de la procesión»; «La experiencia»; «Griselda»; «Adiós Luisa»; «Los domingos en el hospicio»; «Los zulúes»; «Noticias de Europa»; «El orden de las familias»
- Fantasmas de carne y hueso, 1992; contiene otto racconti:
  - «La sombra de Huelquiñur»; «El pie de Irene»; «Creaciones imperfectas»; «Cumpleaños feliz»; «La noche de Montparnasse»; «El amigo Juan»; «Mi nombre es Ingrid Larsen»; «In memoriam»
- La inmortalidad de los relojes y otros cuentos, 2015; contiene sei racconti:
  - «Manterola y Williamson»; «La inmortalidad de los relojes»; «Longotoma»; «El botero de Don Claudio»; «Después de la procesión»; «El orden de las familias»

### Lavoro giornalistico
- El whisky de los poetas, 1997
- Diálogos en un tejado: crónicas y semblanzas, 2003
- Prosas inflitradas, columnas y ensayos; Reino de Cordelia, Madrid, 2017

### Antologie
- Temas y variaciones: antología de relatos, 1969, edito da Enrique Lihn
- Cuentos completos, 1990

### Altre opere
- Persona non grata (Persona non grata, 1973), autobiografia
- Desde la cola del dragón, 1977, saggio
- Adiós poeta: Pablo Neruda y su tiempo, 1990, biografia di Pablo Neruda
- Machado de Assis, 2002, testo su Joaquim Maria Machado de Assis
- La otra casa: ensayos sobre escritores chilenos, 2006
- Los círculos morados, 2012, memorie
- Esclavos de la consigna, 2018, memorie

## Premi
- Premio Municipale di Letteratura di Santiago 1962, categoria Racconti brevi, per la Gente della Città
- Premio Atenea 1965, dell'Università di Concepción, per Il peso della notte
- Premio Pedro de Oña 1969 per El Peso de la noche
- Premio Municipale di Letteratura di Santiago 1970, categoria Racconti brevi, per Temi e Variazioni
- Premio mondiale per i saggi 1977 per Dalla coda del drago
- Borsa di studio Guggenheim 1979
- Cavaliere dell'Ordine delle Arti e delle Lettere, Francia, 1985
- Premio Comillas 1990 (casa editrice Tusquets, Spagna) per Addio, poeta
- Premio Municipale di Letteratura di Santiago 1991, categoria Saggio, per Addio poeta
- Premio Atenea 1994 dell'Università di Concepción per Fantasmi di carne e sangue
- Premio Nazionale di Letteratura del Cile 1994
- Premio Miguel de Cervantes 1999
- Cavaliere della Legion d'Onore, Francia, 1999
- Ordine al merito Gabriela Mistral 2000
- Finalista al Premio Altazor 2005 con La famiglia inutile
- Premio José Nuez Martín 2005 (Cile) per La famiglia inutile
- Premio Planeta-Casa de América 2008 per la Casa di Dostoevskij
- Premio di Letteratura della Fondazione Cristóbal Gabarrón 2009, Valladolid, Spagna
- Premio ABC Area Culturale e Culturale di El Corte Inglés, 2010, dalle mani dei suoi direttori, Fernando Rodríguez Lafuente e Ramón Pernas.
- Premio González Ruano per il giornalismo nel 2011.
- Gran Croce dell'Ordine di Alfonso X il Saggio 2016.[8]